# 16887 Blouke
16887 Blouke este un asteroid din centura principală de asteroizi.

## Descriere
16887 Blouke este un asteroid din centura principală de asteroizi. A fost descoperit pe 28 ianuarie 1998 la Caussols, în cadrul proiectului ODAS. Asteroidul prezintă o orbită caracterizată de o semiaxă mare de 2,98 ua, o excentricitate de 0,11 și o înclinație de 10,5° în raport cu ecliptica.